# Safari rallye 1999
Safari rallye 1999 byla třetí soutěží mistrovství světa v rallye 1999. Jela se ve dnech 25. až 28. února. Trať měřila 1009,91 km a soutěž měla 13 rychlostních měřených úseků. Zvítězil zde Colin McRae s vozem Ford Focus WRC.

## Průběh soutěže
První divácký test vyhrál Juha Kankkunen s vozem Subaru Impreza WRC. Po prvním testu jej ale vystřídal týmový kolega Richard Burns. Kankkunen měl potíže s elektronikou a stejné problémy vyřadily i třetího jezdce týmu Subaru World Rally Team, kterým byl Bruno Thiry. Těžce havaroval Freddy Loix, který byl převezen do nemocnice. Ve druhé etapě poškodil Burns zavěšení předního kola a ze soutěže odstoupil. Na vedoucí pozici se posunul McRae, následován jezdci Toyoty v pořadí Didier Auriol a Carlos Sainz. V průběhu etapy útočil i Tommi Mäkinen, který se posunul na druhou pozici. Útočil i na McRae ale ze soutěže byl diskvalifikován za přijetí cizí pomoci.

## Výsledky
1. Colin McRae, Nicky Grist - Ford Focus WRC
2. Didier Auriol, Denis Giraudet - Toyota Corolla WRC
3. Carlos Sainz, Moya - Toyota Corolla WRC
4. Duncan, Williamson - Toyota Corolla WRC
5. Petter Solberg, Gallagher - Ford Focus WRC
6. Harri Rovanperä, Pietilainen - Seat Cordoba WRC
7. Frederic Dor, Kevin Gormley - Subaru Impreza WRC
8. Hamed Al-Wahabi, ATony Sircombe - Mitsubishi Carisma GT EVO V
9. Luis Climent, Alex Romani - Mitsubishi Lancer EVO III
10. Miyoshi Hiedaki, Eido Osawa - Subaru Impreza WRX